# SEAgel
Il SEAgel (dall'inglese Safe Emulsion Agar gel, ovvero "emulsione sicura di gel di agar") è una schiuma di alta tecnologia rientrante nella categoria di materiali noti come aerogel. È un eccellente isolante termico e un solido che possiede valore di densità tra i più bassi conosciuti, arrivando a possedere densità all'incirca pari a quella dell'aria (che vale 1,2 mg/cm3). Il SEAgel fu scoperto dal chimico Robert Morrison al Lawrence Livermore National Laboratory nel 1992. Viene prodotto utilizzando l'agar agar, un carboidrato ottenuto dall'alga bruna kelp (Laminaria Japonica) e dalle alghe rosse, e può avere densità compresa tra 1-500 mg/cm3. Il SEAgel è anche un materiale completamente biodegradabile, essendo costituito interamente da materiale biologico.
Durante la fase produttiva, inizialmente il SEAgel si presenza sotto forma di una miscela gelatinosa di acqua e agar. Una volta sottoposto a liofilizzazione per eliminare l'acqua, si ottiene una struttura a favo di agar secco inglobante aria, con diametro delle celle di 2-3 μm.
Il SEAgel è brevettato negli Stati Uniti coi nomi Biofoam e Biofoam II.

## Usi
Il SEAgel trova diverse applicazioni. Gli scienziati lo utilizzano come bersaglio per esperimenti di laboratorio con laser a raggi X, sfruttandone il dopaggio con elementi come il selenio. Per eliminare la volatilità idrodinamica che si verifica quando un target solido esplode prima di raggiungere la densità richiesta per l'indirizzamento del raggio laser sul SEAgel, gli scienziati stanno cercando di sviluppare un target per laser a raggi X che abbia densità minore della densità critica della luce laser (4×1021 elettroni/cm3 per lunghezza d'onda di 0,53 µm). Il SEAgel può essere utile per ottenere un plasma più uniforme, in grado di migliorare la qualità del fascio laser a raggi X.
Il SEAgel può essere utilizzato anche per l'imballaggio dei cibi o per la produzione di pillole a rilascio controllato. Il SEAgel potrebbe rimpiazzare anche il legno di balsa per l'isolamento delle superpetroliere e per fornire l'isolamento acustico nei treni ad alta velocità.